# The Accidental Tourist
The Accidental Tourist (conocida en España como "El turista accidental" y en Latinoamérica como "Un tropiezo llamado amor") es una película dramática de 1988 dirigida por Lawrence Kasdan. El guion es una adaptación de Kasdan y Frank Galati sobre la novela homónima de Anne Tyler. Fue nominada a diferentes premios, entre ellos cuatro nominaciones a los Oscar.
Un matrimonio intentando superar la muerte de un hijo no parece ofrecer a simple vista un buen juego para un guion cinematográfico, pero el propio Kasdan supo cómo adaptar esa historia para la gran pantalla y consiguió así unas merecidas nominaciones al guion adaptado, y la principal: la nominación a la mejor película. Aunque no consiguió ninguna de estas dos estatuillas a la que hay que sumar la nominación por la bella partitura musical del excelente John Williams, fue Geena Davis, por aquel entonces una estrella en ascenso, quien recibió el Óscar por uno de sus más sencillos pero sinceros trabajos.

## Argumento
Macon Leary (William Hurt) es un hombre aburrido que escribe guías de viaje para hombres de negocios, para aquellas personas que realmente odian viajar, pero que por motivos laborales no les queda otro remedio. Para esos turistas, Hurt pasa su vida visitando ciudades, recomendando lugares para que la gente se sienta como en casa. Todo lo que un turista accidental necesita, está en la guías de este personaje.
Sarah (Kathleen Turner) es la esposa, también aburrida, porque no es capaz de levantar un matrimonio que día tras día se va sumergiendo en un abismo que la separa de su marido, porque no es capaz de afrontar el hecho de que su hijo ha fallecido, de que le queda una vida que debe conseguir sobrellevar. Sin intentar averiguar cómo está llevando su esposo este duro trauma, le anuncia que ha decidido separarse de él.
Es a partir de este momento, cuando empieza una historia, conmovedora, donde los sentimientos de los personajes ocupan el papel protagonista, pues cobran una profundidad casi real, plasmando las sensaciones de tristeza y melancolía en el espectador.
La apatía, la soledad, la renuncia a la búsqueda de la felicidad... ese pequeño mundo en el que Hurt pretende vivir el resto de su vida, se verá invadido por la presencia de una entrometida adiestradora de perros.
Geena Davis encarna a este encantador personaje, una chica totalmente opuesta a todo lo que rodea a Hurt: optimista, dulce, habladora... con un carácter incompatible al de Hurt, una persona sencilla y humilde que despertará en él esas ganas por seguir viviendo, el demostrarse a sí mismo, que no es necesario olvidar los malos recuerdos para seguir adelante, sino que es posible vivir con ellos y ser feliz de nuevo.
Los singulares personajes secundarios que aparecen en la película, realizan un trabajo estupendo: los hermanos de Hurt, que no saben vivir sin la presencia de la hermana, unos niños atrapados en el cuerpo de personas adultas con un nulo o escaso sentido de la orientación, puesto que al estar acostumbrados a vivir encerrados durante años en una casa de la que nunca salen, no conocen los encantos de la gran ciudad.
Bill Pullman, editor de Hurt, es el tímido joven que se enamora de la hermana de este.
También cabe hacer mención al perro, este pequeño animal que será el desencadenante de que las vidas de los protagonistas se unan.
Hurt se verá inmerso en una difícil duda. Él no es un hombre que sepa tomar decisiones y se le plantea un importante reto, del que dependerá su destino: volver con su esposa e intentar afrontar sus miedos y preocupaciones, procurando ser los dos más comprensivos y comunicativos, o por otra parte, adentrarse en este nuevo mundo que hasta ahora desconocía, y que una pobre chica de los barrios bajos, le ha mostrado.

## Reparto
| Actor              | Personaje                         |
| ------------------ | --------------------------------- |
| William Hurt       | Macon Leary                       |
| Kathleen Turner    | Sarah Leary                       |
| Geena Davis        | Muriel Pritchett                  |
| Bill Pullman       | Julian Edge                       |
| Amy Wright         | Rose Leary                        |
| David Ogden Stiers | Porter Leary                      |
| Ed Begley Jr.      | Charles Leary                     |
| Robert Hy Gorman   | Alexander Pritchett               |
| Bradley Mott       | Sr. Loomis                        |
| Seth Granger       | Ethan Leary                       |
| Jake Kasdan        | Scott Canfield                    |
| Jonathan Kasdan    | Muchacho en la oficina del doctor |
| Peggy Converse     | Sra. Barrett                      |
| Walter Sparrow     | Vendedor de hot dog               |
| Paul Williamson    | Administrador del Hotel London    |
| Audrey Rapoport    | Muchacha en avión                 |
| Meg Kasdan         | Receptionista                     |